# Jagex
A Jagex Limited é uma desenvolvedora e publicadora de videogame britânica baseada no Cambridge Science Park em Cambridge, Inglaterra. É mais conhecido por seu jogos RuneScape e também pelo Old School RuneScape, coletivamente conhecidos como os maiores jogos de RPG multijogador online gratuitos do mundo . O nome da empresa deriva do slogan original da empresa, "Java Gaming Experts". Além do RuneScape, a Jagex lançou vários jogos casuais em seu portal FunOrb, bem como outros títulos. A Jagex foi possuída por investidores estadunidenses entre 2012 e 2016, por investidores chineses entre 2016–2020 e atualmente é propriedade de uma empresa global de gestão de ativos.

## Jogos

### Runescape
RuneScape é um MMORPG de fantasia lançado em janeiro de 2001 por Andrew e Paul Gower. É um jogo de navegador gráfico implementado no lado do cliente em Java e incorpora renderização 3D. O jogo tem mais de 200 milhões de contas registradas (em 2012), e é reconhecido pelo Guinness World Records como o MMORPG gratuito para jogar mais popular do mundo.
Os jogadores são representados no jogo com avatares personalizáveis. RuneScape não segue um enredo linear; em vez disso, os jogadores definem suas próprias metas e objetivos. Os jogadores podem escolher lutar com monstros não-jogadores (NPC), completar missões ou aumentar sua experiência nas habilidades disponíveis. Os jogadores interagem uns com os outros por meio de troca, bate-papo ou participação em minijogos e atividades, alguns dos quais são competitivos ou combativos por natureza, enquanto outros requerem interações cooperativas ou colaborativas.

### Old School RuneScape
O Old School RuneScape é uma encarnação separada do RuneScape lançado em 22 de fevereiro de 2013, baseado em uma cópia do jogo tal como era em agosto de 2007. Ele foi aberto para assinantes (pagos) após uma votação para determinar o nível de apoio para o lançamento deste jogo ultrapassar 50.000 votos (totalizando 449.351 votos), seguido por uma versão gratuita em 19 de fevereiro de 2015. O Old School RuneScape recebe regularmente atualizações de conteúdo, que devem ser votadas por seus jogadores antes de serem adicionadas ao jogo. Em 17 de julho de 2017, a Jagex anunciou o desenvolvimento de uma versão móvel do Old School RuneScape.